# Homes-Fey-Kino
Das Homes-Fey-Kino am Kohlmarkt in Wien wurde 1902 als Weltpanorama vom aus Brünn stammenden Emil Gottlieb gegründet. Dort gab es neben Kuriositäten wie einem „selbst spielenden Klavier“ oder Abnormitätenschauen in einem eigenen Saal auch täglich „kinematografische Vorführungen“.
Emil Gottlieb war mit seiner Gattin, geborene Rada, mit seinen Schauen bisher durch die ganze Monarchie gereist. Der Kinosaal befand sich im Kellergeschoß eines Eckhauses. 1905 wurde das „Weltpanorama“ in „Homes-Fey-Theater“ umbenannt, später in „Homes-Fey-Davenport“. 1909 fasste der Kinosaal 180 Besucher. 1914 wurde das gesamte Gebäude zu einem Kino umgebaut, und in „Kohlmarkt Kino“ umbenannt. Nur ein Jahr später musste es jedoch schließen.
Trotz der vergleichsweise kurzen Lebensdauer des Kinos erinnerte sich der Journalist des „Neuen Wiener Tagblattes“, Robert Braun, in einem Artikel vom 20. Oktober 1934 noch daran:
Als Knabe hatte ich an Samstagnachmittagen freien Ausgang, und da führte mich der Weg meist zum Kohlmarkt, wo sich das erste Kino unserer Stadt eingerichtet hatte: Es hieß Homes und Fey. Herr Homes, der Besitzer, stand in eigener Person vor dem Eingang zwischen den an die Mauer gelehnten Ankündigungsstafeln und machte den Ausrufer. Es sah wie der Direktor einer Schmierenbühne aus, war groß, hatte ein rotes Gesicht, dessen Kinn zwischen den Spitzen eines Vatermörders stak, und seiner durchaus nicht übertriebenen Anpreisung der neuesten lebenden Bilder und anderer Merkwürdigkeiten war schwer zu widerstehen. So ging ich im Vorgenuß einige Stufen in ein Kellergewölbe hinab, wo mich, wenn ich zu spät kam, ein besonderer Raum aufnahm. Er hieß 'Das Weltpanorama', und ich konnte, nachdem ich den hohen Sitz erstiegen [hatte], durch die Linsen eines Bioskops die mannigfaltigsten Städte und Landschaften schauen. Dann ließ uns die laute Einladung des Herrn Homes den Kinoraum betreten, der nach leerem Theater roch. Und nun begann auf dem herab hängenden weißen Vorhang das knatternde Spiel der 'lebenden Bilder', das, damals noch ohne Musik, sich aus einem Regennetz wirr durcheinander schlagende, zuckende Stücke entwickelte. Herr Homes, der sich auf einem der Plätze des Mittelganges niedergelassen hatte, gab dazu mit hallender Stimme seine Erklärungen. Und da machten wir denn eine kurze Reise mit, wobei ein Omnibus so rasch zur Riesengröße anwuchs, dass man glauben mochte, jetzt und jetzt würde er mitten in uns hineinfahren. Dann gab es ein Märchen oder in wenigen kurzen Akten eine Wildwestgeschichte mit einem Blockhaus und mit Männern in Cowboyhosen, wobei im Geknatter des Filmlablaufes ein lautloser Schuss fiel, der einen Rivalen fällte. Leider verging dies all zu schnell. Doch erlebte ich immer noch eine letzte Überraschung, als ich wieder ins Freie trat. Es geschah durch einen rückwärtigen Ausgang, und so befand ich mich an einer anderen Stelle der Straße als dort, wo ich eingetreten war, und musste mich erst, benommen von all den Merkwürdigkeiten, einige Augenblicke lang wieder zurechtfinden. Als dann auf dem Nachhauseweg schon Laternen brannten, fühlte ich mich wohl im Genusse so vieler Fremdheit.